# Jean-Marc Rudnicki
Jean-Marc Rudnicki est un réalisateur, scénariste et acteur français.

## Filmographie

### Réalisateur

#### Cinéma
- 2013 : Les Reines du ring

#### Télévision
- 2009 : Histoires de vie (saison 1, épisode 4)
- 2010 : RIS police scientifique (saison 6, épisodes 6-9)
- 2016 : Meurtres sur le lac Léman
- 2019 : Un avion sans elle
- 2021 : Liés pour la vie
- 2021 : Les Bois maudits

### Scénariste
- 2009 : Pour ma fille, téléfilm de Claire de la Rochefoucauld